# سابنوتيكا:بيلو زيرو
سابنوتيكا:بيلو زيرو (بالإنجليزية: Subnautica: Below Zero)‏ هي لعبة عالم مفتوح ،بقاء وأكشن-مغامرات من تطوير شركة أونوين ولدرز إنترتنمنت وهي الجزء الثاني للعبة سابنوتيكا.تم إصدار اللعبة في 14 مايو 2021 على منصات بلاي ستيشن 4،بلاي ستيشن 5،نينتندو سويتش،إكس بوكس ون وإكس بوكس سيريس إكس وسيريس أس.